# Platon Michajlovič Keržencev
Platon Michajlovič Keržencev, vero cognome Lebedev (in russo Платон Михайлович Керженцев, Лебедев?; Mosca, 16 agosto 1881 – Mosca, 2 giugno 1940), è stato un politico, critico d'arte, diplomatico, giornalista e drammaturgo sovietico.

## Biografia

### Giovinezza
Nato in una famiglia della borghesia russa colta (suo padre, il medico Michail Dmitrievič Lebedev, sarà nella prima Duma nel 1906), studiò Filologia all'Università di Mosca. Nel febbraio del 1904 fu arrestato ed espulso dall'università. Dopo sei mesi trascorsi nel carcere Taganka di Mosca, durante i quali conobbe un certo numero di capi rivoluzionari (Kamenev, Knunânc, ecc.) fu esiliato a Nižnij Novgorod, dove entrò nel Partito bolscevico.

### Il rivoluzionario
A Nižnij Novgorod svolse attività di propaganda e di giornalismo, assumendo lo pseudonimo di Keržencev da Kerženec, il nome di un affluente del Volga. Prese parte alla rivoluzione del 1905 e l'anno successivo fu nuovamente arrestato ed mandato in esilio a Vologda dove rimase tre anni, fino al 1912. In quel periodo svolse anche attività rivoluzionaria clandestina a San Pietroburgo e a Kiev e lavorò nella propaganda illegale bolscevica a mezzo stampa, scrivendo in particolare sul quotidiano Zvezda (Stella) e sulla rivista Prosveŝenie (Educazione). Nel 1912 fu in esilio all'estero (a Parigi, Londra, in  Italia, a New York). Ritornò in patria nel 1917 dagli Stati Uniti passando per il Giappone. Durante il suo soggiorno all'estero subì l'influenza di Percy MacKaye, Richard Wagner e Alexandr Bogdanov.

### Il giornalista
Già durante il periodo in cui fu in esilio all'estero, Keržencev era fu corrispondente del quotidiano Pravda; dal luglio al dicembre 1917, fu corrispondente della Novaja žizn. Dopo la rivoluzione d'ottobre fu vice direttore delle Izvestia e membro del Commissariato del Popolo per l'Educazione. Il 16 aprile 1919 fu nominato dal Presidium responsabile della "ROSTA", l'Agenzia telegrafica russa. Creò centinaia di uffici locali, e promosse la creazione delle Finestre della ROSTA (in russo Окна РОСТА?, Okna ROSTA), cioè lunghi manifesti propagandistici.

### Il diplomatico
Nel 1920 iniziò la carriera diplomatica dapprima come capo del Dipartimento della stampa nella delegazione sovietica per i colloqui di pace con la Finlandia. Dal 1921 al 1923 fu ambasciatore dell'URSS in Svezia, e come tale firmò gli accordi con la Norvegia e la Svezia (questi ultimi tuttavia non furono ratificati dal Parlamento svedese). Dal 1925 al 1926 fu ambasciatore dell'URSS in Italia. Nei giornali italiani dell'epoca il suo nome era riportato come "Platone Kergenzoff".

### Il politico
Tra il 1923 e il 1925, ossia nell'intervallo di tempo fra le sue missioni in Svezia e in Italia, Keržencev presiedette la Commissione speciale sulla organizzazione scientifica del lavoro nel settore dei trasporti. Lavorò inoltre nel settore della gestione scientifica del tempo; in particolare, guidò la commissione "Vremâ", il cui scopo era quello di favorire un uso efficace del tempo da parte dei lavoratori: tale commissione cessò di esistere con la fine della NEP. Ritornato in Unione Sovietica dall'Italia nel 1926, fu nominato Presidente del Comitato di redazione delle Edizioni Statali («OGIZ»). Dopo aver fatto parte della Direzione centrale di statistica e propaganda, nel 1930 fu nominato direttore dell'Istituto di letteratura, arte e lingua. Nel 1936 fu a capo della commissione per le arti, in carica fino 19 gennaio 1938, quando fu rimosso dal suo incarico. Infine nel 1939 fu vice direttore della Grande enciclopedia sovietica.

## Opere (selezione)
- La comune di Parigi, in russo История Парижской коммуны 1871?, Istorija Parižskoj kommuny 1871; traduzione dal russo di Carol Caracciolo, Roma, Edizioni Rinascita, 1951 (il nome dell'autore è tradotto in Platon Kergentsev)
- Il teatro creativo: teatro proletario negli anni '20 in Russia, in russo Творческий театр?, Tvorčeskij teatr; introduzione di Fabrizio Cruciani, Roma: Bulzoni, 1979 (e-text)